# Triade (organizzazione criminale)
La Triade è un'organizzazione criminale di stampo mafioso di origine cinese.
La base dell'organizzazione è a Hong Kong, ma essa opera anche a Taiwan, Macao, nel resto della Cina, nel Sud-Est Asiatico e nelle chinatown europee, in Nord America, Australia, Nuova Zelanda. Ci sono attualmente 58 gruppi della Triade attivi ad Hong Kong, alcuni di questi non sono altro che piccole bande di strada. I gruppi più grandi comprendono invece Sun Yee On, Wo Shing Wo e 14K.

## Storia

### Origini
Sembra che le Triadi abbiano avuto origine nel XVIII secolo, nel contesto della resistenza Ming all'occupazione alla dinastia Manciù dei Qing. La storia cinese durante l'epoca dei Qing è infatti caratterizzata dalla nascita di potenti organizzazioni segrete, spesso coinvolte in attività contro i nuovi governanti e legate tramite leggende al Tempio Shaolin. Famosa è la Leggenda dei 5 Antenati sopravvissuti alla distruzione del Tempio Shaolin, che è sprovvista di realtà storica. Questa leggenda appare nei miti di fondazione di società segrete quali appunto la 天地會 Tiandihui (Società del cielo e della terra) e la 洪门 Hongmen (nota per il suo ruolo centrale nella Rivolta dei Boxer). Al centro di queste leggende non c'è il tempio Shaolin dell'Henan, bensì un tempio del Sud (Nan Shaolinsi) la cui collocazione è tutt'oggi oggetto di ricerche. Si ritiene che questo tempio si trovasse in Fujian, nelle vicinanze di Quanzhou (Chuan Chow).
- Secondo i romanzi e le novelle Wuxia,  nel 1672 circa, durante il regno l'imperatore Kangxi (r. 1662-1722)[1], un centinaio di monaci partirono dal tempio del Fujian per combattere contro bande di barbari provenienti dall'ovest della Cina. In seguito, il tempio sarebbe stato distrutto nel 1736 dalle truppe dell'imperatore Qianlong, erede di Kangxi, spaventato dalle manifeste capacità belliche dei monaci-guerrieri.
- Secondo un'altra storia, nel 1768 un esercito dei Manciù, con l'aiuto di un monaco rinnegato, Feng Tao Te,  incendiarono e distrussero il tempio del Fujian, considerato ancora un covo di ribelli il cui obiettivo era quello di distruggere i Qing. Dalla distruzione si salvarono cinque monaci che, nascostisi in diverse zone della Cina, presero ad insegnarvi il kung-fu di Shaolin e la sua filosofia.

Si possono individuare due modelli storicamente prevalenti di società segrete cinesi, simili per certi versi alla massoneria occidentale: le jiaomen, organizzazioni di tipo esoterico e religioso, prevalentemente localizzate nel nord della Cina e la più celebre di esse fu la Società del Loto Bianco; le huitang, originarie delle regioni meridionali che perseguivano una finalità sociopolitica: nel 1760 nacque un importante hiutang, la 天地會 Tiandihui (Società del cielo e della terra), il cui scopo era rovesciare la dinastia Qing e restaurare il governo cinese dei Ming. Quando la società segreta si diffuse, si frazionò in gruppi dai nomi differenti, uno dei quali fu la 三合會 Società delle Tre Armonie, tutte caratterizzate dall'uso del triangolo come emblema, usualmente accompagnato da decorazioni raffiguranti spade o ritratti di Guan Yu. Il termine "Triade" venne appunto coniato dalle autorità britanniche di Hong Kong per indicare questo tipo di società segreta criminale causa il ricorrere del triangolo nella loro simbologia.

### L'alleanza con il Kuomintang

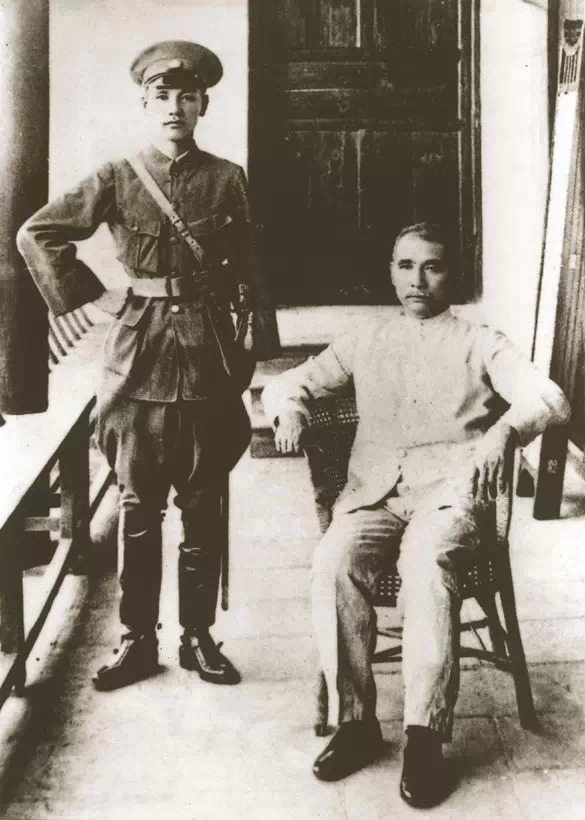
Chiang Kai-shek (a sinistra) e Sun Yat-sen, capi del Kuomintang, ritenuti da più fonti affiliati di rango delle Triadi (fotografia degli anni venti).

Con la caduta della dinastia Qing nel 1911, le Triadi persero il loro carattere originario e si trasformarono in società di mutuo soccorso, dedicandosi spesso ad attività di tipo criminale. Un esempio è rappresentato dalla 青幫 Qīng Bāng (Banda Verde), la Triade più potente di Shanghai operante tra il 1910 e il 1940, la quale ebbe un ruolo importante nella guerra civile cinese (1927-1950) legandosi al Kuomintang (Partito Nazionalista Cinese) guidato prima da Sun Yat-sen e, poi, da Chiang Kai-shek (secondo alcune fonti, entrambi affiliati alle Triadi) e partecipando quindi al massacro di circa 5000 scioperanti comunisti avvenuto a Shanghai il 12 aprile del 1927.

### La migrazione ad Hong Kong

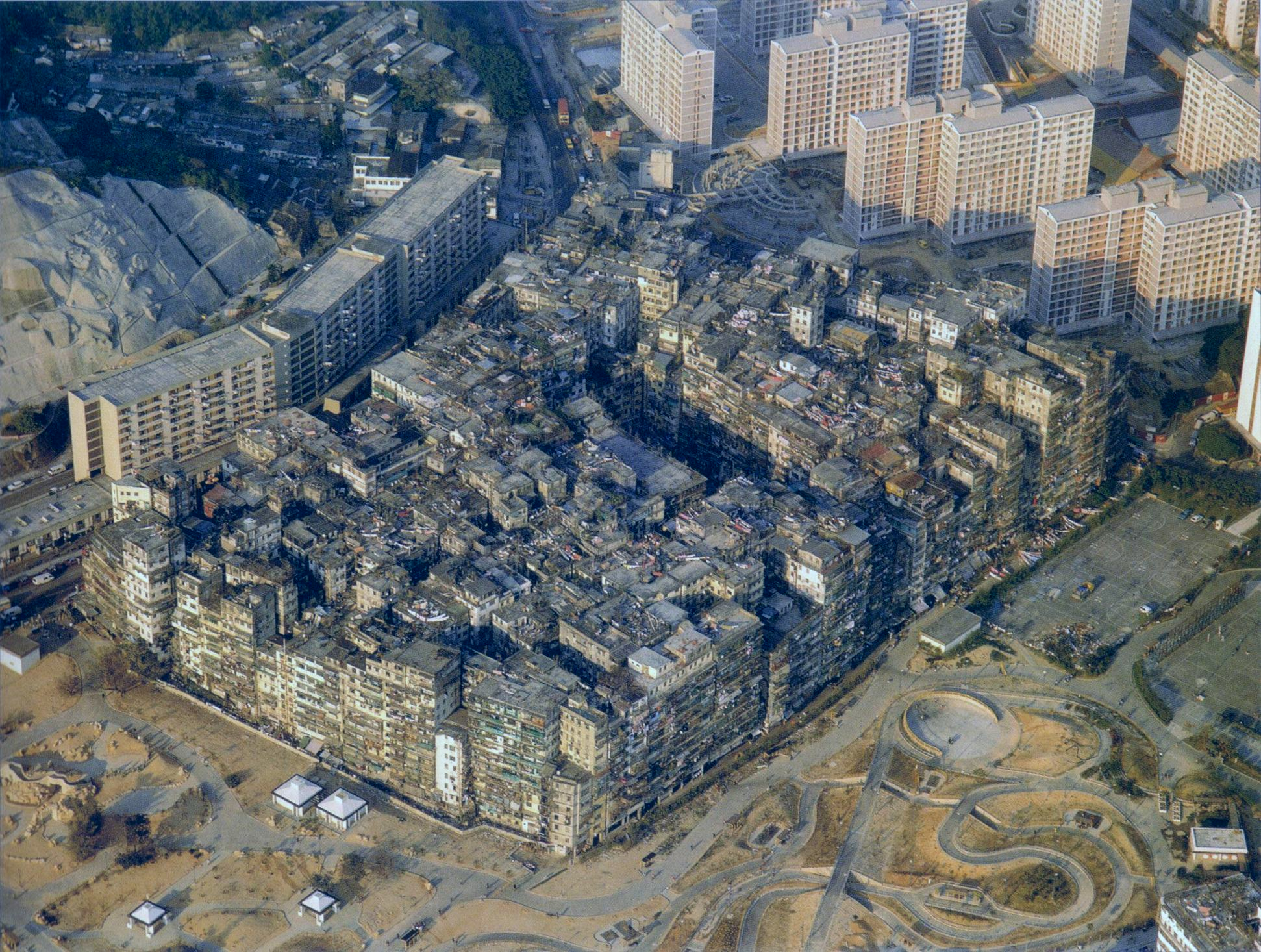
Una veduta aerea della città murata di Kowloon ad Hong Kong che dal 1950 al 1990 fu soggetta al controllo pressoché totale delle Triadi (fotografia del 1989).

Quando il Partito Comunista Cinese prese il potere nel 1949, le Triadi si trasferirono ad Hong Kong, Taiwan, Macao e Bangkok, dove abbondavano le comunità d'immigrazione cinese. Il gruppo dominante tra gli immigrati cinesi era quello di etnia teochew (originario della provincia di Chaozhou, nel Guangdong orientale), conosciuto ad Hong Kong come "fratellanza Chiu-Chao", che si riunì in quattro sindacati, il più importante dei quali fu la Triade Sun Yee On (Yee On 義 安 è un nome storico per indicare Chaozhou), fondata da un maggiore teochew del Kuomintang di nome Heung Chin. Un altro gruppo importante d'immigrazione fu quello di origine cantonese, il quale fondò la Triade 14K (十四K), principale rivale della Sun Yee On. Si stima che negli anni '50 circa 300.000 membri delle Triadi vivessero ad Hong Kong, allora ancora una colonia dell'Impero britannico, dove si ingrandirono e si confusero con la struttura statale di quel luogo, mentre a Taiwan la Triade Bamboo Union divenne il braccio armato del Kuomintang. Entro il 1951, il territorio di Hong Kong era già stato diviso in nove distretti controllati da nove diverse "famiglie": Wo Hop To, Wo Shing Wo, Rung, Tung, Chuen, Shing, Sun Yee On, 14K e Lüen. Solo a seguito delle rivolte del 1956 il governo britannico introdusse più rigide misure di controllo ad Hong Kong, iniziando ad arginare l'influenza dei cartelli criminali: l'appartenenza alle Triadi fu dichiarata reato e fu istituito il Triad Society Bureau, una divisione della polizia di Hong Kong con il compito di contrastare l'azione delle Triadi.
A partire dalla fine degli anni '50, le Triadi crearono di fatto il moderno mercato globale dell'eroina, estendendo la loro influenza sulla regione del Triangolo d'oro (area frontaliera tra Birmania, Laos e Thailandia), dove, con la protezione delle truppe fuggiasche del Kuomintang, installarono le prime raffinerie e fornirono chimici qualificati in grado di produrre la potente e sofisticata eroina bianca numero 4 (soprannominata appunto China White) destinata inizialmente ai mercati illegali di Hong Kong e poi, dalla fine degli anni sessanta, smerciata anche ai soldati statunitensi impegnati nella guerra in Vietnam. Negli anni settanta, attraverso la folta comunità cinese operante nel settore della ristorazione nei Paesi Bassi, le Triadi riuscirono a smerciare eroina anche nell'Europa occidentale: in questo periodo, Amsterdam, meta privilegiata del turismo hippie, fu soprannominata la "capitale europea dell'eroina".

### L'espansione nella Cina Popolare
Il nuovo corso politico-economico inaugurato da Deng Xiaoping e le dichiarazioni rilasciate nel 1993 dal ministro della Pubblica Sicurezza Tao Siju su una possibile "apertura" del governo comunista nei confronti delle Triadi in vista del trasferimento della sovranità di Hong Kong dal Regno Unito alla Repubblica Popolare Cinese nel 1997, hanno consentito a queste organizzazioni criminali di estendere il loro raggio d'azione anche nella Cina continentale, dove hanno potuto investire ingenti capitali di origine illecita in svariate attività legali, al di fuori del riciclaggio fino ad allora operato negli istituti di credito di Hong Kong. Nel decennio 2010, le Triadi si sono specializzate nella produzione di droghe sintetiche (metanfetamine, ketamina, MDMA, fentanyl), esportate anche all'estero grazie ad accordi stipulati con i cartelli della droga messicani.
Nelle rivolte scoppiate ad Hong Kong nel 2014 e nel 2019 contro il governo di Pechino, si è registrato un intervento diretto delle Triadi nella repressione violenta dei movimenti di protesta pro-democrazia.

## Caratteristiche

### Struttura

Struttura tradizionale della Triade

Le Triadi utilizzano dei codici numerici per distinguere i gradi e le posizioni all'interno del gruppo criminale, i numeri sono ispirati dalla numerologia cinese basata su I Ching.
- Il 489 si riferisce alla Montagna o Capo dragone (il boss).
- Il 438 è usato per il Vice capo montagna (il vice-boss), per il Capo incenso che controlla le affiliazioni e per l'Avanguardia che coadiuva il Capo incenso.
- Il 426 è utilizzato per il capo dell'ala militare (il caporegime) che si occupa delle azioni difensive ed offensive
- Il 415 si occupa del lato economico, ricercando risorse e fornendo consigli, si può paragonare al Consigliere.
- Il 432 è deputato ai collegamenti tra le varie unità.
- Il 49 indica la posizione di quello che sarebbe il "soldato"
- Le "lanterne blu" sono invece coloro che non sono ancora stati affiliati all'organizzazione, gli equivalenti degli "associati" o "avvicinati" nella mafia siciliana.

### Rito di affiliazione
Le triadi, come altre organizzazioni criminali affini, tendono a sottoporre i propri uomini ad un rito di affiliazione.
La cerimonia tipica si svolge di fronte ad un altare dedicato a Guan Yu, sono presenti anche dell'incenso e un animale sacrificale, solitamente un pollo, un maiale o una capra. Il futuro affiliato, dopo aver bevuto del vino misto al sangue dell'animale sacrificato, passa sotto un arco di spade recitando la formula di giuramento delle triadi; un foglio di carta, sopra il quale la formula è scritta, viene bruciato per confermare che egli manterrà i suoi impegni verso gli dei. Tre dita della mano sinistra vengono sollevate come gesto vincolante.

### Tong
Le Tong a volte corrispondono alle Triadi, eccetto per il fatto che le Tong sono associazioni riconosciute legalmente all'interno delle Chinatown statunitensi con fini protettivi e sociali nei confronti degli immigrati cinesi ma, in parecchi casi, dipendono direttamente dalla Triade, la quale deve restare nell'ombra. Il loro interesse principale è l'acquisizione della ricchezza attraverso qualsiasi mezzo lecito ed illecito, celandola dietro il paravento di attività legali.

### Bande di strada
Le gang cinesi di strada, specialmente negli Stati Uniti, sono nate intorno agli anni '60, in seguito al consistente afflusso di immigrati cinesi provenienti dalla provincia di Guangdong (Canton, Shanghai e da altri grossi centri urbani del sud della Cina). Tali bande operano ai margini delle Chinatown all'ombra delle Triadi (i membri delle gang sono infatti troppo giovani per entrare a farvi parte) e sono in perenne conflitto tra di loro per spartirsi le attività illegali: traffico di eroina, gioco d'azzardo, estorsioni, furti.
Nei primi anni '90 le autorità statunitensi hanno dovuto applicare la legge RICO sul crimine organizzato di tipo mafioso per arginare la violenza delle numerose gang cinesi rivali operanti a New York. A partire dagli anni 2000, il fenomeno si è diffuso anche in Europa (in Italia soprattutto nella zona di Prato e Milano, dove sono attive nel traffico di droghe sintetiche e nello sfruttamento della prostituzione).

## Gruppi principali

### Hong Kong
- 14 K
- Sun Yee On
- Wo Shing Wo
- Shui Fong
- Wo Hop To
- Luen Group

### Nel mondo
- Big Circle Boys (Canada)
- United Bamboo Gang (Taiwan)
- Four Seas Gang (Taiwan)
- The Company (Macao, Australia)[29]

## Diffusione nel mondo

### Italia
In Italia le Triadi considerate nei Dossier della Dia e dello Scico come la quinta mafia si trovano soprattutto in Lombardia, Toscana, Lazio, Emilia-Romagna. Hanno iniziato, come in altri paesi, con le loro storiche attività: le estorsioni e l'immigrazione clandestina nelle loro comunità, ora si dedicano anche alla contraffazione di sigarette, sfruttamento della prostituzione, bische clandestine, traffico di rifiuti tossici e al riciclaggio del denaro, attività tradizionali delle mafie italiane. Inoltre le Triadi sostengono la colonizzazione delle città attraverso l'apertura di esercizi commerciali e ristoranti dove inseriscono personale taglieggiato e costretto a lavori gravosi e umilianti. Con le mafie italiane non ci sono mai stati scontri ma solo rapporti d'affari. Le relazioni più intense le hanno con la Camorra soprattutto nel settore della contraffazione di marchi italiani. In questo caso la Camorra imponeva il prezzo finale dei prodotti e in cambio forniva i servizi per aggirare i controlli. Salvatore Giuliano, boss camorrista di Forcella, aveva asserito di avere intrattenuto rapporti con la malavita organizzata cinese. Tale tesi accusatoria è stata però confutata dalla assoluzione con formula piena per le persone sotto processo per i reati previsti dall'articolo 416 bis del codice penale.
Nel novembre 2009, al termine di un anno di indagini eseguite sotto copertura nell'operazione "Made in Italy" fu sgominata un'organizzazione criminale cinese radicata grosso modo a Torino, ma i cui affari stavano espandendosi anche a Milano. Arrestati giovani uomini appartenenti alla cupola del clan, tra i capi d'accusa quello di associazione a delinquere finalizzata all'estorsione nell'attesa di trovare ulteriori prove per la formulazione del reato di associazione di tipo mafioso.
Il 28 giugno 2010 a Firenze e Prato la Guardia di Finanza arresta 24 persone, accusati di riciclaggio, con l'aggravante di mafia, in cui erano coinvolte più di 100 imprese. Sono state sequestrate 73 aziende e 181 immobili. L'aggravante di mafia viene però a cadere nelle fasi di giudizio.
Il 18 gennaio 2018 si conclude l'operazione 2China Truck delle forze dell'ordine che porta all'arresto di 33 persone accusate di associazione mafiosa, spaccio di droga, estorsione e prostituzione a Prato. Secondo le tesi accusatorie, si sarebbero infiltrati nell'economia legale ed avrebbero avuto il quasi-monopolio dei prodotti cinesi su strada in Italia, Spagna e Francia. A Prato avrebbero comandato un certo Lin che a sua volta avrebbe preso ordini da Zhang Naizhong, residente a Roma ma originario del Fujian.
Dall'operazione si era ipotizzata una guerra fra clan avvenuta a Prato tra il 2000 ed il 2010 e pacificata proprio da Zhang Naizhong. In seguito, Zhang Naizhong e gli altri imputati vengono però scarcerati dal tribunale per il riesame che ha valutato la mancanza di indizi gravi per le accuse di associazione a delinquere. La Procura aveva scelto di ricorrere in Cassazione, che ha poi deciso per l'inamissibilità. L'inchiesta principale è ancora in corso, mentre in uno stralcio Zhang Naizhong è stato assolto dall'accusa di usura.

### Stati Uniti d'America
Nel 1965 l'Immigration and Nationality Act ha liberalizzato le procedure di immigrazione e naturalizzazione degli immigrati cinesi, i quali sono diventati in pochi anni il secondo gruppo etnico più numeroso negli Stati Uniti dopo i messicani. Di conseguenza sono arrivate anche le Triadi, le quali hanno stabilito basi nelle principali metropoli statunitensi e continuano a mantenere contatti con le loro sedi principali ad Hong Kong. A partire dagli anni '80, hanno iniziato a gestire imponenti importazioni di eroina, subentrando a Cosa Nostra americana in quest'attività.

### Regno Unito
La prima presenza di Triadi nel Regno Unito si ha dopo la seconda guerra mondiale con la triade Wo Shing Wo (con filiali a Glasgow), 14K (presente a Londra e Dublino) e Sun Yee On (solo a Londra).

### Australia
In Australia le Triadi hanno ramificazioni in tutto il territorio nazionale ed hanno monopolizzato il traffico di eroina e metanfetamine provenienti dalla Thailandia, servendosi di corrieri vietnamiti.

## Nei media

### Cinema
Le Triadi cinesi sono state rappresentate in numerosi film prodotti sia ad Hong Kong che ad Hollywood. Tra le pellicole più celebri si possono annoverare L'anno del dragone, Infernal Affairs, A Better Tomorrow, The Mission, Shanghai Triad - La triade di Shangai, Rush Hour - Due mine vaganti, Safe, Suore in fuga, Arma letale 4, Vendetta a Hong Kong, L'arte della guerra e tanti altri.

### Videogiochi
- La Triade compare come gang in svariati capitoli della serie di Grand Theft Auto, più precisamente in GTA 3, San Andreas, Liberty City Stories, GTA Advance, in GTA IV (comprese le sue espansioni) e in GTA V.
- L'organizzazione criminale è presente anche in The Getaway, Perfect Dark Zero ed in due episodi della serie Deux Ex, ossia Deus Ex e Deus Ex: Human Revolution.
- Il videogioco Sleeping Dogs è interamente incentrato sulle Triadi di Hong Kong.
- In True Crime: Streets of LA, le prime missioni si concentrano sulla Triade.
- Nella serie di videogiochi di Hitman ci sono varie missioni riguardanti la Triade.
- Nel videogioco Mafia II (precisamente nella missione "Sea Gift") si ha a che fare con le "Tong", un'associazione formata da immigrati cinesi, anche chiamati "gialli" da Joe Barbaro. Quest'ultimo, insieme ad Henry Tomasino e Vittorio Antonio Scaletta, si occuperà dello smercio di droga acquistata appunto dalla Triade.